# Stephan Thoss
Stephan Thoss (* 15. Dezember 1965 in Leipzig) ist ein deutscher Ballett-Choreograf und Intendant für Tanz am Nationaltheater Mannheim.

## Leben
Nach der Ausbildung zum Tänzer an der Palucca-Schule in Dresden, wo ihm von seinem Lehrer Patricio Bunster die Lehre des Deutschen Ausdruckstanzes vermittelt wurde, war er zunächst als Tänzer sowie später als Choreograf an der Sächsischen Staatsoper Dresden tätig.
1998 wurde er zum Ballettdirektor der Bühnen Kiel sowie 2001 zum Ballettdirektor der Staatsoper Hannover ernannt. Dazwischen wurde Thoss vom Hamburg Ballett unter John Neumeier, dem Stuttgarter Ballett unter Marcia Haydée, dem Bayerischen Staatsballett, dem Balletto di Toscana Florenz, vom Nederlands Dans Theater sowie zuletzt 2006 vom Aalto-Theater Essen als Gastchoreograf eingeladen. Darüber hinaus erfolgten mit seinem jeweiligen Ensemble Auslandsauftritte in Italien, Frankreich, Kroatien, Finnland, Indonesien, Taiwan, Brasilien, Thailand und die USA.
Über Thoss Abschiedsaufführung an der Staatsoper Hannover drehte der Filmemacher Ralf-Peter Post eine filmische Dokumentation unter dem Titel Der Choreograf Stephan Thoss und Le Sacre du Printemps. Post begleitete die Arbeiten des Ballettdirektors und seines Ensembles während der Inszenierung der Abschiedsvorstellung von den ersten als Skizzen gezeichneten Schrittfolgen über das Training bis zur Premiere. Der Film wurde im ZDF-Theaterkanal erstmals 2007 ausgestrahlt.
Am 11. September 2006 wurde er vom Intendanten Manfred Beilharz zur Spielzeit 2007/08 zum neuen Ballettdirektor am Staatstheater Wiesbaden berufen. An diesem Theater wurden zahlreiche Choreografien von Thoss uraufgeführt, darunter Musikalisches Opfer nach dem gleichnamigen Werk von Johann Sebastian Bach (20. Oktober 2007), heim suchen nach Musik von Philip Glass (18. Oktober 2008), Testing Machine und La chambre noire (29. Oktober 2011), Fast Play und Kommen und Gehen (27. Oktober 2012) sowie Der Duft der Dinge (gemeinsam mit Giuseppe Spota),  Premiere am 15. Februar 2014.
Seit der Spielzeit 2016/17 ist Stephan Thoss Intendant der Sparte Tanz am Nationaltheater Mannheim.

## Auszeichnungen
- 1990: Zweiter Hauptpreis beim Internationalen Wettbewerb für Choreographen Hannover für seine Choreografie D-x
- 1993: Mary-Wigman-Preis der Stiftung zur Förderung der Semperoper für besondere choreographische Leistungen
- 1994: Medaglia Laurenziana in Florenz
- 1997: Förderpreis der Landeshauptstadt Dresden
- 1999: Bayerischer Theaterpreis für seine Produktion Schlaraffenland ist abgebrannt
- 2006: Nominierung für den Faust-Theaterpreis für seine Choreografie Zwischen Mitternacht und Morgen: Schwanensee
- 2007: Der Faust-Theaterpreis für seine Choreographie Giselle M. in der Einstudierung mit dem Ballett des Theaters Chemnitz
- 2011:  Nominierung für den Faust-Theaterpreis für seine Choreografie „Blaubarts Geheimnis“[4]
- 2014: Österreichischer Musiktheaterpreis – Goldener Schikaneder in der Kategorie beste Ballettproduktion für Blaubarts Geheimnis an der Volksoper Wien[5]